# Tuesday Weld
Pour les articles homonymes, voir Weld.

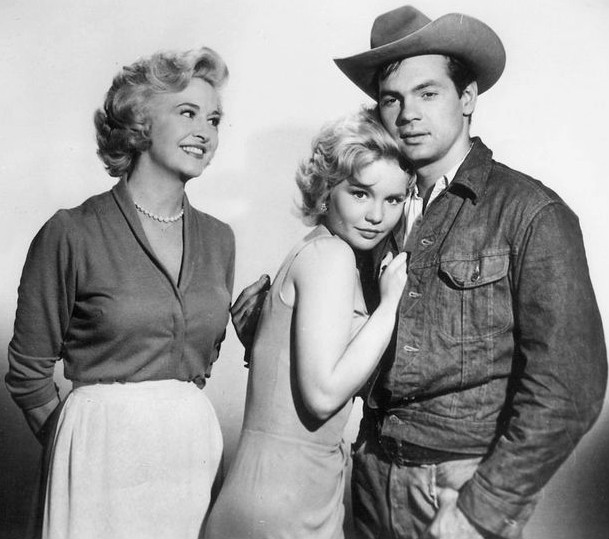
Tuesday Weld, au centre, entre Marilyn Maxwell et
Gary Lockwood dans la série télévisée C'est arrivé à Sunrise.

Tuesday Weld est une actrice américaine, née le 27 août 1943 à New York (États-Unis).
Elle a été mariée de  1965 à 1971 à Claude Harz, puis de 1975 à 1980 à Dudley Moore et de 1985 à 1998 au violoniste Pinchas Zukerman.

## Biographie
Tuesday Weld commença sa carrière dès l'enfance en tant que mannequin, et décrocha son premier rôle dans le film musical Rock, rock, rock à l'âge de treize ans, enchaînant les comédies musicales parfois légères, avant d'obtenir des rôles plus matures dans les années soixante. Elle remporte le Golden Globe Award pour l'actrice débutante la plus prometteuse en 1960. Dans la décennie qui suivra, elle établira sa réputation notamment grâce au film Le Kid de Cincinnati auprès de Steve McQueen et Les Pervertis (Pretty Poison) auprès d'Anthony Perkins.
Son travail d'actrice dans des rôles secondaires fut salué par la nomination pour un Golden Globe pour Play It as It Lays en 1972 ainsi que le prix d'interprétation féminine à la Mostra de Venise, puis une nomination à l'Oscar pour À la recherche de Mister Goodbar en 1978. Elle est également nommée pour un Emmy Award pour l'adaptation télévisée de "The winter of our discontent" de John Steinbeck en 1983. Elle est encore nommée pour un BAFTA en 1984 pour Il était une fois en Amérique de Sergio Leone. 
Bien que n'ayant jamais joui d'une popularité comparable aux plus célèbres de ses collègues actrices contemporaines, Tuesday Weld est devenu une actrice "culte" notamment auprès des cinéphiles new-yorkais à partir des années 1970. À partir des années 1990, ses apparitions à l'écran, que ce soit au cinéma ou à la télévision, vont devenir beaucoup plus rares pour s'arrêter semble t-il définitivement au tout début du 21e siècle.

## Filmographie

### Au cinéma
- 1956 : Rock, Rock, Rock! de Will Price : Dori Graham
- 1958 : La Brune brûlante (Rally 'Round the Flag, Boys!) de Leo McCarey : Comfort Goodpasture
- 1959 : Millionnaire de cinq sous (The Five Pennies) de Melville Shavelson : Dorothy Nichols, de 12 à 14 ans
- 1960 : Because They're Young de Paul Wendkos : Anne Gregor
- 1960 : Sex Kittens Go to College d'Albert Zugsmith : Jody
- 1960 : Une seconde jeunesse (High Time) de Blake Edwards : Joy Elder
- 1960 : La Vie privée d'Adam et Ève (The Private Lives of Adam and Eve) de Mickey Rooney et Albert Zugsmith : Vangie Harper
- 1961 : Les Lauriers sont coupés (Return to Peyton Place), de José Ferrer : Selena Cross
- 1961 : Amour sauvage (Wild in the Country) de Philip Dunne : Noreen Braxton
- 1962 : Bachelor Flat de Frank Tashlin : Libby Bushmill alias Libby Smith
- 1963 : La Dernière Bagarre (Soldier in the Rain), de Ralph Nelson : Bobby Jo Pepperdine
- 1965 : I'll Take Sweden (en) de Frederick de Cordova : JoJo Holcomb
- 1965 : Le Kid de Cincinnati (The Cincinnati Kid), de Norman Jewison : Christian
- 1966 : Lord Love a Duck de George Axelrod : Barbara Ann Greene
- 1968 : Les Pervertis (Pretty Poison) de Noel Black : Sue Ann Stepanek
- 1970 : Le Pays de la violence (I Walk the Line) de John Frankenheimer : Alma McCain
- 1971 : A Safe Place de Henry Jaglom : Susan / Noah
- 1972 : Play It as It Lays de Frank Perry : Maria Wyeth Lang
- 1977 : À la recherche de Mister Goodbar (Looking for Mr. Goodbar) de Richard Brooks : Katherine
- 1978 : Les Guerriers de l'enfer (Who'll Stop the Rain) de Karel Reisz : Marge Converse
- 1980 : Serial de Bill Persky : Kate Linville Holroyd
- 1981 : Le Solitaire (Thief) de Michael Mann : Jessie
- 1982 : Avec les compliments de l'auteur (Author! Author!) d'Arthur Hiller : Gloria Travalian
- 1984 : Il était une fois en Amérique (Once Upon a Time in America) de Sergio Leone : Carol
- 1988 : Heartbreak Hotel de Chris Columbus : Marie Wolfe
- 1993 : Chute libre (Falling Down), de Joel Schumacher : Amanda Prendergast
- 1996 : Feeling Minnesota de Steven Baigelman : Nora Clayton
- 2001 : Investigating Sex d'Alan Rudolph : Sasha
- 2001 : Chelsea Walls d'Ethan Hawke : Greta

### À la télévision
- 1961 : C'est arrivé à Sunrise (Bus stop) : Cherie
- 1967 : The Crucible : Abigail Williams
- 1974 : Reflections of Murder : Vicky
- 1976 : F. Scott Fitzgerald in Hollywood : Zelda Fitzgerald
- 1978 : A Question of Guilt : Doris Winters
- 1980 : Mother and Daughter: The Loving War : Lillie Lloyd McCann
- 1981 : Madame X : Holly Richardson
- 1982 : The Rainmaker : Lizzie
- 1983 : The Winter of Our Discontent : Margie Young-Hunt
- 1984 : Scorned and Swindled : Sharon Clark
- 1986 : Something in Common : Shelly Grant
- 1986 : Circle of Violence: A Family Drama : Georgia Benfield
- 1990 : Les Cadavres exquis de Patricia Highsmith (Patricia Highsmith's Tales) (série) : Jessica

## Distinctions
- Mostra de Venise 1972 : Prix d'interprétation féminine pour Play It as It Lays[2]